# Acadèmia de Cinema Neerlandesa
L'Acadèmia de Cinema Neerlandesa (en neerlandès Nederlandse Filmacademie) (NFA) es va fundar el 1958.
L'acadèmia és l'únic institut reconegut als Països Baixos que ofereix formació per preparar-se per al treball en les diferents disciplines de la tripulació. L'especialització és possible en direcció, direcció de documentals, escriptura de guió, edició, producció, disseny de so, cinematografia, disseny de producció i multimèdia interactiu/efectes visuals.
L'Acadèmia de Cinema dels Països Baixos està situada a Markenplein 1. És una divisió de la Universitat de les Arts d'Amsterdam.

## Alumnes
- Jan de Bont, director de fotografia de Die Hard i director de Twister i Speed
- Stephan Brenninkmeijer, director i productor de cinema
- Pieter Jan Brugge, productor de Heat i Resistència
- Danniel Danniel, director i editor de Ei 1987.
- Mike van Diem, director de Caràcter
- Gied Jaspars, director de ràdio i televisió[3]
- Martin Koolhoven, director
- Nanouk Leopold, director
- Dick Maas, director
- Pim de la Parra, director
- Diederik van Rooijen, director
- Theo van de Sande, director de fotografia Blade i Nens grans
- Carel Struycken, actor a The Addams Family i Twin Peaks
- Paul Verhoeven, director de Desafiament total i Instint bàsic
- Leon de Winter, guionista i productor de cinema